# Brembiolo

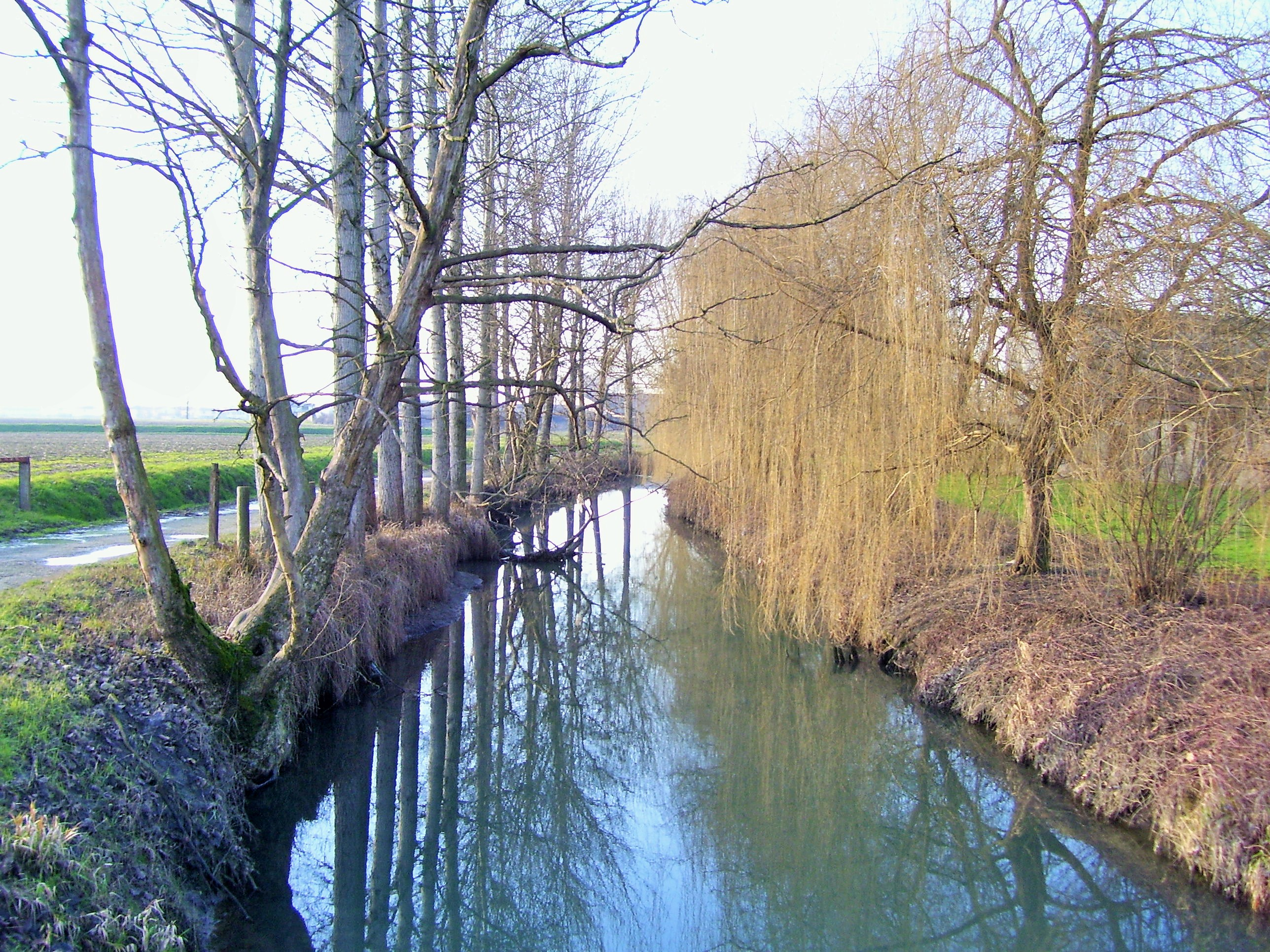
Il Brembiolo presso Brembio

Il Brembiolo è un canale colatore, o roggia (ha funzione di smaltimento dell'acqua piovana e contribuisce all'irrigazione), che nasce da acque sorgive nel territorio di Ossago Lodigiano e termina nel comune di Guardamiglio, sfociando nel colatore Ancona (dalla cui confluenza prende vita il colatore Mortizza).
È lungo circa 23 km e attraversa i comuni di Brembio, Casalpusterlengo, Codogno, Somaglia, Fombio, Guardamiglio tracciando un percorso (completamente in territorio lodigiano) parallelo ai percorsi di Adda e Lambro.

## Storia
Il Brembiolo non è un canale artificiale, ma è un corso d'acqua naturale di cui si ha traccia fin dall'antichità (viene considerato un antico fiume preistorico).
Già dal 400 a.C. i Celti si insediano lungo il corso del Brembiolo e si addentrano nei boschi circostanti colonizzando il territorio. 
Nel Medioevo, sul corso del Brembiolo, vengono edificati dei mulini per la produzione di farina e olio.
Da ricordare l'inondazione del 1934 che allagò per diversi giorni il paese di Casalpusterlengo.
Nel Novembre 2014 dopo forti piogge il fiume è esondato provocando alcuni danni di interessi locale nel comune di Casalpusterlengo e nella frazione di Zorlesco, e nel comune di Fombio ha sfondato gli argini allagando alcuni campi.